# Magritek
Magritek（マグリテック）は分析装置を開発、製造するニュージーランドとドイツの企業。

## 概要
2004年にニュージーランドで設立された。。ドイツのアーヘン工科大学、ニュージーランドのマッセー大学、ヴィクトリア大学ウェリントンの研究チームによって初期の技術と知的財産が開発された。
永久磁石式核磁気共鳴分光計Spinsolveが主力商品。

## 沿革
- 2004年 - 設立[1]
- 2005年 - 世界で最初で唯一の通常の研究室の環境で地磁気を使用する3次元MRIの学習装置であるTerranova-MRIを発売
- 2006年 - Magritekは永久磁石と超伝導磁石を備える超低周波数で使用するためのKea NMR分光計を発売[1]
- 2008年 - Magritek と ACTは採取した岩石を分析するハルバッハ配列の磁石を使用した天然ガス、油層探査用のNMR岩石コア分析器を開発[1]
- 2012年 - MagritekとACTは合併[1]
- 2013年 - Magritekは卓上NMR分光計であるSpinsolveを発売[1]

## 主な製品
- 磁気共鳴分光計 Spinsolve
- 3次元MRI